# El zoo (Star Trek)
"El zoo" (títol original en anglès "The Menagerie") és un episodi de dues parts de la primera temporada de la sèrie de televisió de ciència-ficció estatunidenca Star Trek. Comprèn l'onzè i el dotzè capítols emesos de la sèrie. Escrit pel creador de la sèrie Gene Roddenberry, amb parts dirigides per Marc Daniels (acreditades per a la primera part) i per Robert Butler (acreditades per a la segona part), és l'única història de dues parts de la sèrie original. La part I va ser emesa per NBC el 17 de novembre de 1966, i la part II es va emetre el 24 de novembre de 1966. A l'episodi, Spock segresta el seu antic comandant, el capità de flota Christopher Pike, envia la nau estel·lar Enterprise en una cursa cap al planeta prohibit Talos IV i es lliura a la cort marcial on presenta una història elaborada explicant les seves accions.
La complexitat de la producció de Star Trek havia augmentat constantment el temps de producció del programa, fet que va fer que Desilu Productions no pogués lliurar episodis a NBC a temps per complir els seus compromisos de sèrie. "El zoo" es va crear com un mitjà per reutilitzar imatges de "La gàbia", l'episodi pilot no emès el 1965 de "Star Trek" - dins d'una història marc com la història primerenca de l' "Enterprise". Com a tal, l'episodi de dues parts només va requerir una setmana de temps de producció.
"El zoo" va tenir una acollida positiva i va guanyar un Premi Hugo pel Millor presentació dramàtica. Va ser l'únic episodi en parts produït per a la sèrie original. Els episodis de diverses parts es tornarien molt més habituals a les sèries posteriors de Star Trek.

## Trama

### Part I
L'any 2267, l'USS Enterprise arriba a la base estelar 11 en resposta a una trucada subespai que el primer oficial Spock va informar que havia rebut de l'antic capità de l' Enterprise, Christopher Pike, sota qui havia servit Spock. El capità Kirk i Spock es troben amb el comandant de la base estel·lar, el comodor Mendez. Mendez els informa que Pike no hauria pogut enviar cap missatge, ja que un accident recent l'ha deixat amb síndrome d'enclaustrament, incapaç de moure's o comunicar-se més que respondre preguntes sí/no amb l'ajuda d'un dispositiu operat per les seves ones cerebrals. En Pike es nega a comunicar-se amb ningú excepte amb Spock. Després que en Kirk i Mendez marxin per parlar de la situació, Spock revela, sobre els repetits senyals de "no" de Pike, que té la intenció de dur a terme un pla que ha fet.
Mentrestant, Mendez confirma que no hi ha cap registre de cap missatge enviat a l'Enterprise. Mendez proporciona a Kirk informació classificada sobre el planeta Talos IV, que va ser visitat per l' "Enterprise" anteriorment sota el comandament de Pike l'any 2254, i ara es troba sota una quarantena estricta. Mentrestant, Spock comanda l' "Enterprise" per mitjà d'enregistraments falsificats de la veu de Kirk, posa en Pike sota la cura de McCoy i ordena a la nau que marxi sota el control de l'ordinador. Kirk i Mendez el persegueixen en una llançadora. Després de diversos hores, en assabentar-se per l'ordinador que la llançadora no té prou combustible per tornar a la base estel·lar, en Spock els fa pujar a bord i després es lliura, confessant el motí. La tripulació descobreix que és incapaç de canviar el rumb actual de l' "Enterprise", que Spock afirma que es dirigeix cap a Talos IV. Mendez convoca una audiència, en la qual Spock demana una cort marcial immediata, que requereix tres oficials de comandament. Kirk objecta que només ell i Mendez estan disponibles, però Spock assenyala que Pike encara està a la llista per al servei actiu. Comença el tribunal i Spock ofereix com a testimoni el que sembla ser un vídeo de la visita anterior de l'Enterprise a Talos IV l'any 2254.
A la pantalla, l' "Enterprise" arriba a Talos IV l'any 2254 en resposta a una trucada de socors del vaixell d'exploració "Columbia", perdut el 2236. Pike es dirigeix cap al planeta juntament amb Spock i un grup d'aterratge, on es troben amb un grup de supervivents, inclosa una jove anomenada Vina, que va néixer poc després de l'accident de Columbia. Dr. Boyce, el metge en cap de Pike, estableix que tots els supervivents es troben en perfecte estat de salut, malgrat les circumstàncies. Vina promet mostrar-li a Pike el secret de la seva salut i el porta a un aflorament rocós. Dos extraterrestres surten d'una porta oculta, atordeixen a Pike i el porten per la porta. Vina, els altres supervivents i el seu campament desapareixen de sobte. En Pike ha estat segrestat pels talosians, alienígenes humanoides amb el poder de crear il·lusions indistinguibles de la realitat (camp de distorsió de la realitat).
L'any 2267, l'escena s'interromp per un missatge del Comandament de la Flota Estel·lar, que revela que les imatges que han estat veient s'estan transmetent des de Talos IV. Mendez es posa al comandament de l'Enterprise, però Spock demana a Kirk que vegi la resta de la transmissió.

### Part II
El judici de Spock continua, i l'escena transmesa es reprèn amb Pike el 2254 en una cel·la amb una paret transparent. Els Talosians comencen el seu "experiment", que consisteix en una sèrie de situacions il·lusòries en què participen Pike i Vina. L'esperança dels talosians és que Pike i Vina s'aparellin i fundin una raça d'esclaus que recuperaran la superfície del planeta danyada per la guerra. Mentrestant, la tripulació de l’"Enterprise" no aconsegueix entrar al complex subterrani amb armes millorades pel poder de la nau. Un grup de desembarcament intenta penetrar al complex, però només arriben les membres femenines, per tal, tal com explica el "Guardià" talosià, per donar-li a la Pike més opcions per a una parella. Un intent d'explotar a través de la paret cel·lular amb els fasers dels nous captius falla ja que les armes aparentment no funcionen.
Aquella nit, Pike és capaç de capturar el Guardià mentre intenta confiscar les armes. En Pike intueix que els phasers encara funcionen i que el seu intent d'escapament es va veure frustrat per una il·lusió. Obliga el Talosà a revelar un forat a la paret cel·lular. Els humans van a la superfície, però s'assabenten que aquest era el pla dels talosians. Número U posa el seu faser en sobrecàrrega, preferint morir en lloc de ser esclavitzada, però desactiva l'arma quan arriben més talosians. Els extraterrestres han descobert que "l'odi únic a la captivitat" dels humans els fa inadequats per als plans dels talosians, que per tant s'han d'abandonar. Pike desitja una disculpa, però els talosians assenyalen que aquest fracàs significa la mort de la seva espècie. En Pike ofereix ajuda de la comunitat interestel·lar, però els talosians temen que els seus poders mentals s'estenguin i facin arruïnar altres races. A mesura que la resta del grup torna a la nau, a Pike se li demostra que l'aparició de la Vina fins ara ha estat una il·lusió. En realitat, va resultar greument ferida a l'accident de "Columbia" i es va quedar encara més deformada per la incapacitat dels talosians per reparar adequadament les seves ferides. Ella decideix quedar-se al planeta i en Pike torna a la nau.
L'any 2267, la transmissió acaba quan l'Enterprise arriba a Talos IV. El comodor Mendez s'esvaeix de sobte, i el Guardià apareix a la pantalla de visualització, informant a Kirk que la presència de Mendez era una il·lusió. La cort marcial va ser una estratagema per guanyar temps per portar a Pike de tornada a Talos IV, on, si ho volia, podria gaudir de la il·lusió d'una vida normal. Aleshores, un missatge del comodor Mendez informa que la Flota Estel·lar ha renunciat a la prohibició de contacte amb el planeta per a aquesta única ocasió, i que Kirk és lliure de procedir com cregui millor. Pike és transportat al planeta, i els rejovenits Pike i Vina es veuen a la pantalla de visualització tornant amb els talosians al complex subterrani. El Guardià apareix per darrera vegada per desitjar bé a Kirk.

## Repartiment i doblatge al català
La sèrie va ser doblada al català pels estudis Tecni-3 (primera part) i Diálogo (segona part) i emesa a TV3 l’any 1989. Els dobladors de l'episodi foren:
| Personatge                | Actor/actriu      | Veu en català                      |
| ------------------------- | ----------------- | ---------------------------------- |
| James T. Kirk             | William Shatner   | Jordi Boixaderas                   |
| Spock                     | Leonard Nimoy     | Isidre Sola i Llop                 |
| Montgomery Scott 'Scotty' | James Doohan      | Joan Carles Gustems Domènec Farell |
| Hikaru Sulu               | George Takei      | Jaume Nadal Enric Cusí             |
| Número U                  | Majel Barrett     | Ana Maria Mauri Rosa Gavin         |
| Janice Rand               | Grace Lee Whitney | Mercè Arànega                      |
| Christopher Pike          | Jeffrey Hunter    | Sergio Zamora                      |
| Vina                      | Susan Oliver      | Núria Domènech                     |
| Comodor Mendez            | Malachi Throne    | Ernest Aura                        |
| Tinent Tyler              | Peter Duryea      | Albert Mieza                       |
| Tinent Hansen             | Hagan Beggs       | Jordi Ribes                        |

## Producció
"El zoo" va ser una solució a un gran i creixent problema amb la producció del programa: els seus efectes especials, sense precedents per a una producció televisiva setmanal, estaven provocant retards en la finalització de cada episodi. El problema era acumulatiu, amb programes que es lliuraven a NBC cada cop més tard. Per tal de complir el seu compromís de sèrie amb NBC, Roddenberry va escriure un episodi de dues parts que només necessitava una setmana de producció i reutilitzaria una gran quantitat d'imatges del pilot original de Star Trek, que aleshores no s'havia retransmès, "La gàbia".
Va tenir lloc un nou rodatge per a l'enquadrament de la història de "La gàbia". Atès que l'actor Jeffrey Hunter no estava disponible per repetir el seu paper de capità Pike, un actor semblant, Sean Kenney, va interpretar el capità ferit a les noves escenes, tot i que Hunter estava representat en imatges de flashback i acreditades en conseqüència (juntament amb l'altre repartiment original de "La gàbia"). També a les noves escenes, Malachi Throne (que va proporcionar la veu del Guardià a l'original "La gàbia") va interpretar el comodor José Mendez, mentre que Julie Parrish va interpretar a l’assistent personal Miss Piper. Com que Throne va interpretar un segon paper a "El zoo", la veu del Guardià es va processar electrònicament per sonar aguda. Aquesta veu modificada substituiria el treball de veu original de Malachi Throne a les versions remasteritzades i noves versions "Original" de "La gàbia" llançades més tard, i va permetre al Guardià dirigir-se després al capità Kirk pel seu nom al final de la segona part quan va informar a Kirk que estava escoltant les transmissions del pensament del Guardià i que el capità de flota invàlid Pike era benvingut a viure amb ells sense restriccions pel seu cos físic. El Guardià, desitjant-li un futur agradable a Kirk, s'adreça encara més al capità pel seu nom mentre es veu a l'il·lusori Pike, amb capacitat corporal, caminant amb la Vina. El tràiler de previsualització de la Part II utilitza la veu original de Guardià de Throne.
L'enquadrament de la història va ser dirigida pel veterà director de "Star Trek" Marc Daniels. Com que la major part del seu metratge es va utilitzar a la part I, se li va donar el crèdit de direcció d'aquesta part. El director de "El zoo", Robert Butler, va rebre el crèdit de la Part II, perquè la majoria d'aquestes imatges eren del pilot original.
Susan Oliver en realitat interpreta l'esclava pintada amb maquillatge verd i ballant per al capità Pike. Durant les proves de maquillatge de preproducció (utilitzant Majel Barrett com a substitut), van enviar el metratge per imprimir i quan la pel·lícula va tornar, hi va haver poca diferència. El laboratori de processament de pel·lícules va pensar que hi havia hagut un error en la coloració i va pensar que haurien de compensar. La primera vegada que això va passar, van tornar a gravar la pel·lícula amb un verd més fosc i la van tornar a enviar per imprimir-la. Va tornar a passar el mateix, però finalment es va avisar al laboratori de no fer canvis de color.
Les imatges del negatiu mestre de "La gàbia" es van editar al negatiu mestre de "El zoo". No existia cap altra còpia en color o 35 mm de "La gàbia", només una impressió en blanc i negre de 16 mm propietat de Gene Roddenberry. El 1987, els "retalls" negatius a tot color de "La gàbia" que no s'havien utilitzat a "El zoo" van ser descoberts en un laboratori de cinema de Los Angeles i van tornar a Paramount Pictures.

## Recepció
"El zoo" és molt apreciat pels fans i el 1967 va guanyar el Premi Hugo a la millor presentació dramàtica, un dels dos únics episodis de la sèrie original que ho va fer. Zack Handlen de The A.V. Club va donar a l'episodi una qualificació de "B-", assenyalant que "tot es desenvolupa durant dues hores i amb una història emmarcada del repartiment habitual que, tot i que és dramàtica, no suficient". Handlen va notar alguns aspectes memorables de l'episodi, com ara l'abast de les lesions de Pike i l'ambigüitat al voltant del seu destí final.
El 2012, Christian Science Monitor va classificar aquest com el setè millor episodi de l'original Star Trek.
El 2015, SyFy va classificar aquest episodi com un dels deu episodis originals de Spock de la sèrie original de Star Trek
El 2016, The Hollywood Reporter va qualificar "El zoo" com el 32è millor episodi de tots els episodis de televisió d' Star Trek.
El 2017, Space.com va classificar "El zoo" com el tercer millor episodi de tota la televisió d' Star Trek. Van observar com l'episodi va sorprendre el públic amb el comportament de Spock (p. ex., per què va incomplir les regles de la Federació?) i també com funcionaven les imatges del pilot "La gàbia" en un episodi.
El 2018, PopMatters el va classificar com el 16è millor episodi de la sèrie original. Comenten que aquest va ser l'únic episodi de dues parts de la tirada original i que se centra en el capità Christopher Pike, un capità anterior de l'Enterprise amb qui també va servir Spock.
El 2018, Collider va classificar aquest episodi com el 20è millor episodi de la sèrie de televisió original.
El 2019, Nerdist va incloure aquest episodi a la seva guia de marató de sèries "Best of Spock".

## Estrena cinematogràfica
Els dies 13 i 15 de novembre de 2007, la versió remasteritzada digitalment de "El zoo", en alta definició i amb Cinema Surround Sound, es va estrenar als cinemes com a dos projecció només nocturna. Incloïa un missatge de Gene "Rod" Roddenberry Jr., un documental "making of" de 20 minuts sobre el procés de restauració i un tràiler de la segona temporada de la sèrie remasteritzada.Aquesta presentació també es va mostrar al Regne Unit per a la seva distribució només durant una nit als Odeon Cinemas seleccionats el 13 de novembre de 2007.
Algunes sales de cinema de repertori d'Amèrica del Nord van mostrar el clàssic episodi de dues parts com a llargmetratge als anys setanta. Els dos episodis de la sèrie original es van mostrar adossats i sense editar com a part d'un programa. Un d'aquests teatres, el Seville de Mont-real, va mostrar gravats en 16 mm dels episodis de "The Menagerie" en una gran pantalla com a part d'un programa que va concloure amb la presentació dels bobines de Star Trek de les temporades 1 i 2.